# Boejnovitsa
Boejnovitsa, Bujnovica of Buynovitsa (Bulgaars: Буйновица) is een dorp in het oosten van Bulgarije. Het dorp ligt in de gemeente Venets, oblast Sjoemen. Het dorp ligt hemelsbreed ongeveer 35 km ten noordwesten van Sjoemen en 310 km ten noordoosten van Sofia.

## Bevolking
Op 31 december 2020 telde het dorp Boejnovitsa 266 inwoners, een stijging ten opzichte van 235 inwoners in februari 2011. Het aantal inwoners vertoonde echter meerdere jaren een dalende trend: in 1965 woonden er nog 768 personen in het dorp.
| Bevolkingsontwikkeling van Boejnovitsa tussen 1934 en 2020 |
| ---------------------------------------------------------- |
|                                                            |
| ■ Volkstellingen ■ Schatting                               |

In het dorp wonen nagenoeg uitsluitend etnische Turken. In 2011 identificeerden 209 van de 216 ondervraagden zichzelf als etnische Turken, oftewel 96,8% van alle ondervraagden. De overige ondervraagden noemden zichzelf etnische Bulgaren (7 personen, 3,2%).
| Etnische samenstelling van de respondenten (2011) | Etnische samenstelling van de respondenten (2011) | Etnische samenstelling van de respondenten (2011) | Etnische samenstelling van de respondenten (2011) | Etnische samenstelling van de respondenten (2011) |
| ------------------------------------------------- | ------------------------------------------------- | ------------------------------------------------- | ------------------------------------------------- | ------------------------------------------------- |
|                                                   |                                                   |                                                   |                                                   |                                                   |
| Bulgaren                                          | Bulgaren                                          |                                                   | 3,2%                                              | 3,2%                                              |
| Turken                                            | Turken                                            |                                                   | 96,8%                                             | 96,8%                                             |
| Roma                                              | Roma                                              |                                                   | 0,0%                                              | 0,0%                                              |
| Anders/Onbekend                                   | Anders/Onbekend                                   |                                                   | 0,0%                                              | 0,0%                                              |

Van de 235 inwoners die in februari 2011 werden geregistreerd, waren er 33 jonger dan 15 jaar oud (14%), gevolgd door 154 personen tussen de 15-64 jaar oud (65,5%) en 48 personen van 65 jaar of ouder (20,4%).